# Todd Lasance
Todd James Lasance (Newcastle, 18 de fevereiro de 1985) é um ator australiano. Ele é mais conhecido por ter protagonizado Crownies como Ben McMahon e Spartacus: War of the Damned como Júlio César, e por suas participações em The Vampire Diaries como Julian e The Flash como O Rival.

## Biografia
Todd é filho de Robert e Jan Lasance e tem um irmão mais velho, Chad. Ele e sua família moravam em Medowie, Nova Gales do Sul antes de se mudarem para a cidade vizinha Newcastle em 2002. Ele frequentou o Colégio St. Philip's Christian e estudou drama como parte de seu Certificado de Escola Superior antes de receber maior treinamento formal na escola de atores Screenwise em Sydney. Em dezembro de 2008, voltou para a Screenwise para ensinar um curso de curta duração para jovens estudantes.  
Em 2005, atuou como Aden Jefferies em um episódio da soap opera australiana Home and Away. Seu personagem retornou em 2007 e sua carreira de ator exigiu uma mudança para Sydney, onde o show é filmado e onde dividiu um apartamento com o colega de elenco Mark Furze. Ele também dividiu um apartamento com Lincoln Lewis, que interpretou seu inimigo no show. Após vários episódios, deixou H&A em 2010. 
Todd e sua parceira Jordan Wilcox se tornaram pais de uma menina em 2016.